# McKenzie Bight
McKenzie Bight är en bukt i Kanada.   Den ligger i provinsen British Columbia, i den södra delen av landet, 3 600 km väster om huvudstaden Ottawa.
I omgivningarna runt McKenzie Bight växer i huvudsak barrskog. Runt McKenzie Bight är det tätbefolkat, med 570 invånare per kvadratkilometer.